# Duryodhana

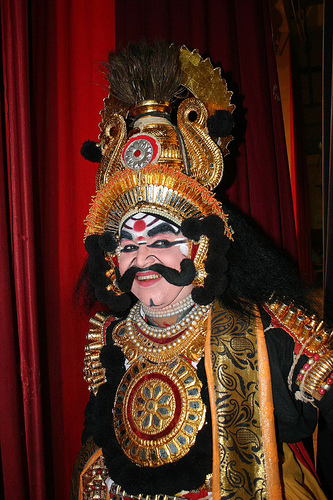
Duryodhana comme il est représenté dans le Yakshagana

Duryodhana (en sanskrit दुर्योधन) est l'un des héros de l'épopée indienne du Mahābhārata en tant qu'ainé des cent fils de la famille Kauravas. Il est le fils du roi aveugle Dhritarashtra et de la reine Gandhari. Il est l'un des principaux opposants aux Pândavas. Il fut également l'incarnation du démon Kali à ne pas confondre avec la déesse Kâlî) qui a aussi possédé l'esprit de Nala pour le forcer à perdre son royaume au jeu.